# Бюрс
Бюрс (нім. Bürs) — містечко й громада округу Блуденц в землі Форарльберг, Австрія. Бюрс лежить на висоті 570 м над рівнем моря і займає площу 24,62 км². Громада налічує 3113 мешканців. Густота населення 126/км².  
Округ Блуденц лежить на півдні Форальбергу і межує зі Швейцарією. Місцеве населення, як і мешканці всього Форальбергу, розмовляє алеманським діалектом німецької мови, а тому ближче до швейцарців, ніж до населення більшої частини Австрії, яке розмовляє баварсько-австрійським діалектом. Основною індустрією Форальбергу є спортивний туризм, і кожен населений пункт має розвинуту інфраструктуру: транспорт, готелі тощо.     
|                               |
| Бюрс на мапі округу та землі. |

Бургомістом міста є Гельмут Чиммерманн від Соціал-демократичної партії Австрії. Адреса управління громади: Dorfplatz 5, 6706 Bürs. 

## Демографія
Історична динаміка населення міста за даними сайту Statistik Austria

## Галерея

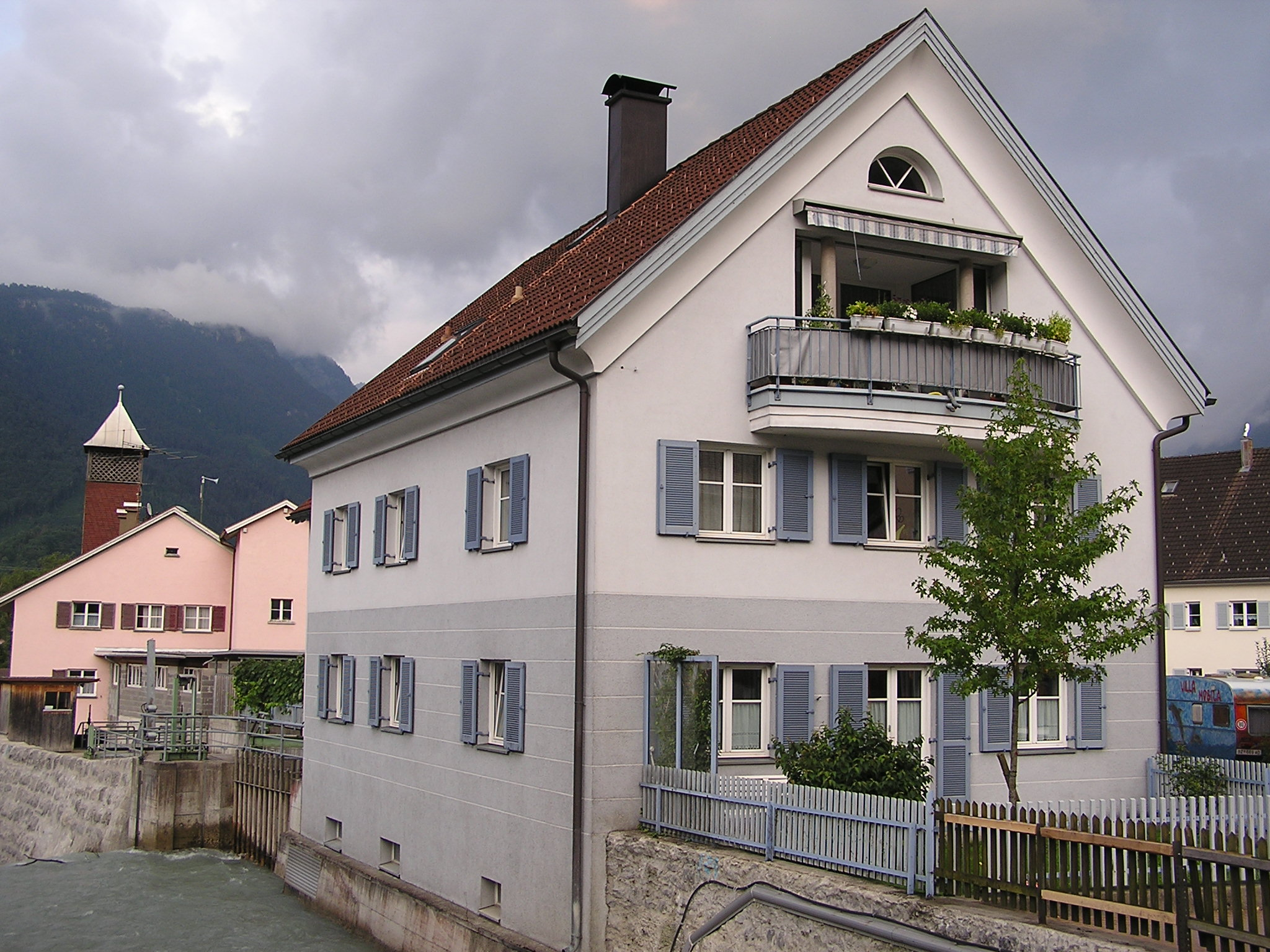
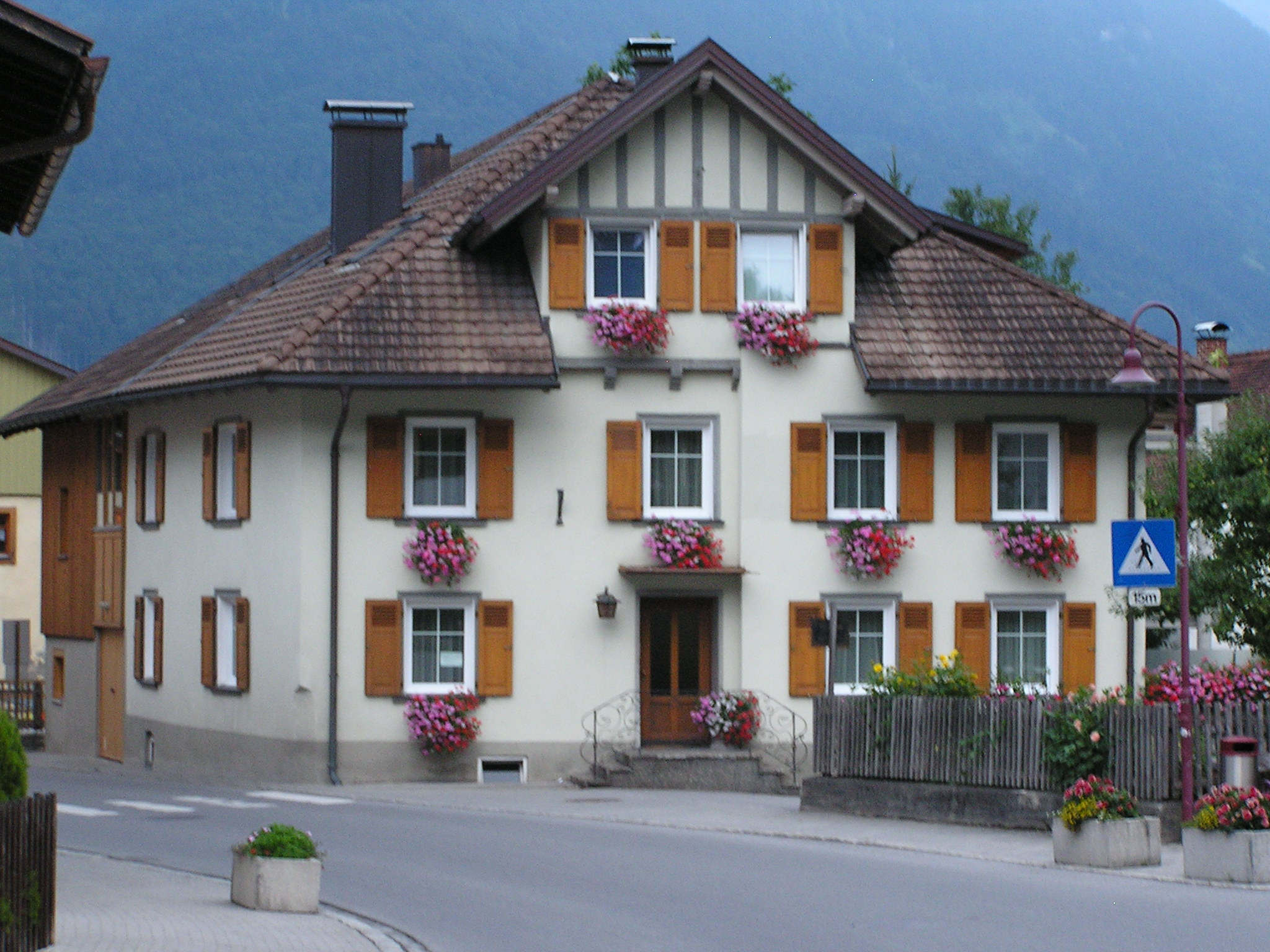
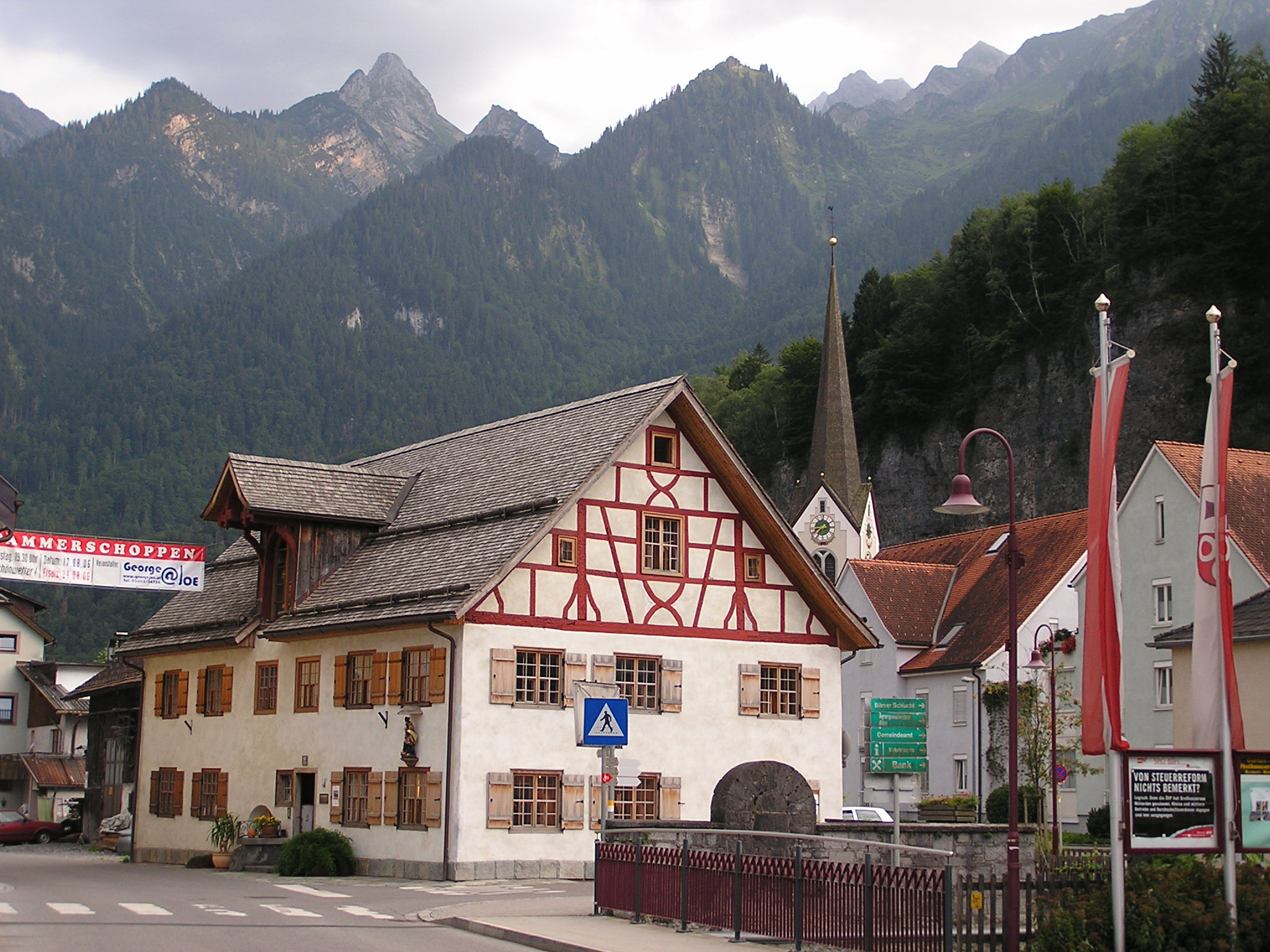
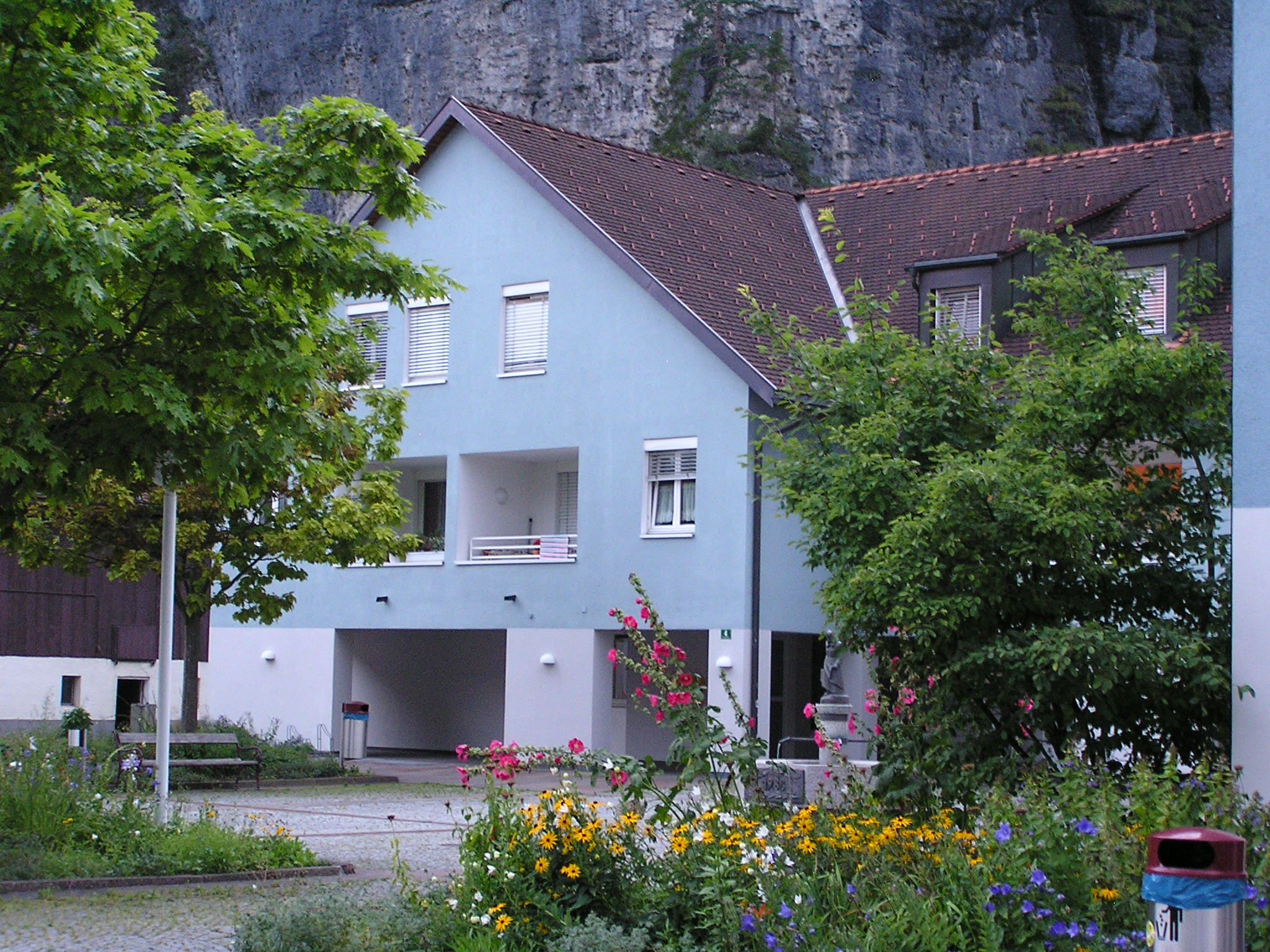
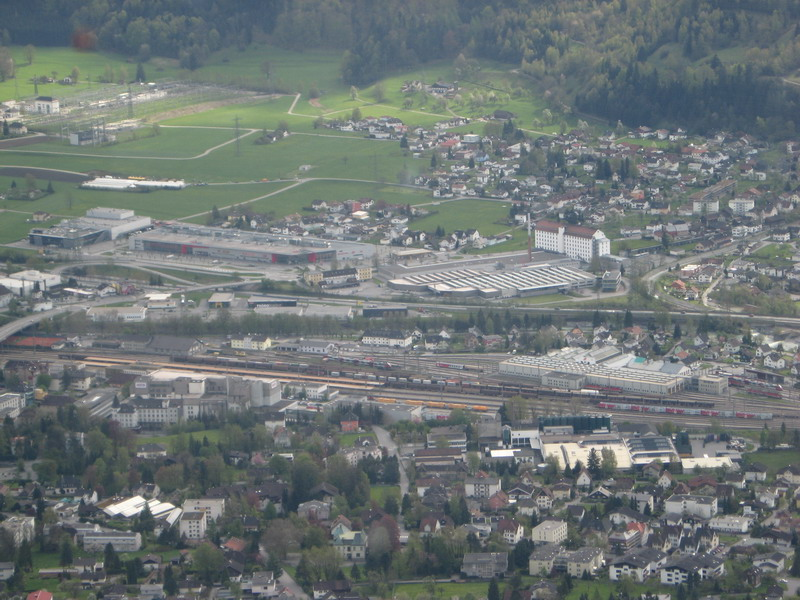